# Societas Meteorologica Palatina
A Societas Meteorologica Palatina, más néven Mannheimer Meteorologische Gesellschaft, 1780-ban alakult meg a Károly Tivadar pfalzi és bajor választófejedelem által alapított Mannheimi Tudományos Akadémia 3. osztályaként. Ez volt világszerte az első olyan társaság, amely időjárási megfigyeléseket szervezett, végzett és publikált. Ezek az adatok a későbbi meteorológusok számára fontos alapként szolgáltak a klímazónák és az időjárási térképek összeállításához.

## Története
„Különös figyelmet és törődést érdemelnek azok a tudományok, amelyek közvetlen hatással vannak az ember életére és mindennapi tevékenységére. Ezen okok miatt a Választófejedelem Őfelsége a legnagyobb védelemben részesítette az időjárástudományt, és gondoskodott arról, hogy a napi megfigyeléseket hasonló műszerekkel végezzék és gyűjtsék össze a választói örökség országainak számos fontos helyén, Európa más területein és a világ többi országában.”

Az észlelők az Akadémia külső tagjainak számítottak. Mindegyikük egységes mérőműszert, megfigyelési utasítást és adatrögzítési nyomtatványt kapott a választófejedelem költségén. A csomagok és levelek szállítását a Rajnai Palotagrófság diplomáciai postája végezte.
Johann Jakob Hemmert nevezték ki a társaság első titkárává. A társaság feloszlott, miután Hemmer 1790-ben és Károly Tivadar 1799-ben meghalt, a mannheimi kastélyt 1795-ben az osztrák csapatok megrongálták, Mannheim pedig Badeni Választófejedelemséghez került a birodalmi főrendi határozat (Reichsdeputationshauptschluss) alapján.

## Mérőműszerek és megfigyelések
A mérőműszerek két hőmérő, egy barométer, egy higrométer és egy deklinációs tű voltak, amelyeket a mannheimi Hemmer cég kalibrált be, mielőtt elküldte volna az észlelőknek. Őket arra kérték, hogy maguk készítsenek további mérőeszközöket, ezek a levegő elektromosságának mérésére szolgáló elektrométerek, szélmérők, esőmérők és párolgásmérők voltak.
A méréseket meghatározott időpontokban kellett elvégezni, naponta 7 órakor, 14 órakor és 21 órakor. Az időjárás-megfigyelésben ezeket mannheimi óráknak nevezték. Ezenkívül fenológiai és nozológiai megfigyeléseket kellett végezniük. Ide tartozott a növények bimbózása, virágzása és termése; a vonuló madarak érkezése és távozása; a felhők megjelenése és a felhőzet mértéke; eltérések és betegségek a népességben. A megfigyelések azonosítására szolgáló egységes szimbólumokat kellett az űrlapokon feltüntetni.

## Mérőállomások

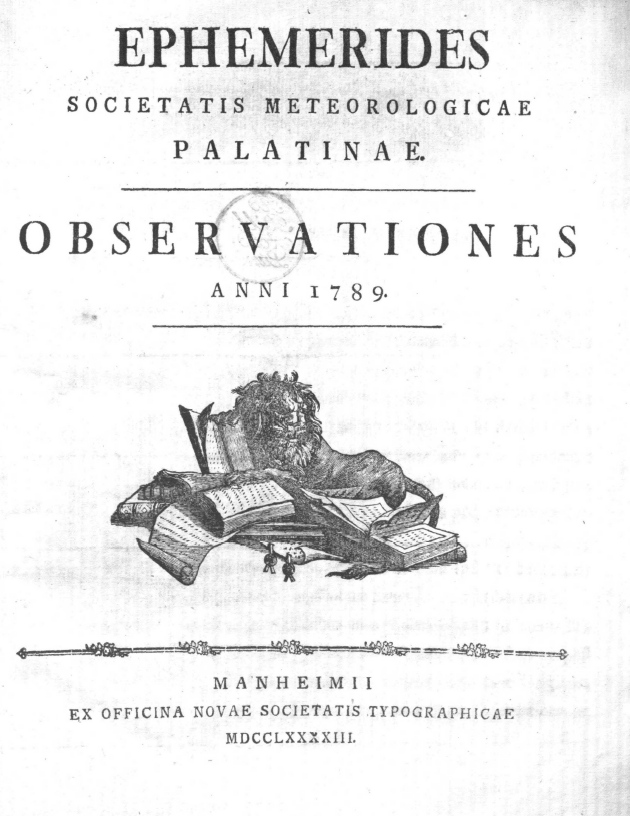
A Palatina Ephemerides Societatis Meteorologicae Palatinae címlapja az 1789-es megfigyelésekkel

A méréseket az észlelők az alábbi 39 állomáson végezték:
- Németország: Andechs, Berlin, Düsseldorf, Erfurt, Göttingen, Hohenpeißenberg Meteorológiai Obszervatórium, Ingolstadt, Mannheim, München, Regensburg, Sagan (Szilézia), Tegernsee, Würzburg, St. Zeno
- Ausztria–Csehország: Klementinum (Károly Egyetem, Prága)
- Ausztria–Magyarország: Buda, Kemence
- Svájc: Genf, St. Gotthard
- Olaszország: Bologna, Chioggia, Padova, Róma
- Franciaország: Dijon, Marseille, La Rochelle
- BENELUX: Brüsszel, Delft, Hága, Middelburg (Hollandia)
- Skandinávia: Eidsberg (É), Spydeberg (É), Koppenhága, Stockholm
- Oroszország: Moszkva, Pisminszk (Urál), Szentpétervár
- Európán kívül: Godthaab (Grönland), Bradford (Massachusetts), Cambridge (Massachusetts)

Az eredményeket összegyűjtötték, és azonnal közzétették az Ephemeridesben a Hemmer szerkesztésében. Az efemerisz 1783 és 1795 között jelent meg.

## A Societas Meteorologica Palatina sikerének titkai
1. A műszereket a megfigyelők ingyenesen megkapták
2. A megfigyelésekhez egységes, kalibrált és beállított műszereket használtak
3. A műszerek használatára vonatkozó utasítások központilag készültek
4. A mérésekhez egységes, fix időpontokat határoztak meg
5. A bejegyzések szabványosított nyomtatványokon történtek
6. Az időjárási megfigyeléseket egységes szimbólumokkal jelölték
7. Az adatokat egy szerkesztőség gyűjtötte össze, és azonnal közzétette

## Fordítás
- Ez a szócikk részben vagy egészben  a   Societas Meteorologica Palatina című német Wikipédia-szócikk ezen változatának fordításán alapul.  Az eredeti cikk szerkesztőit annak laptörténete sorolja fel. Ez a jelzés csupán a megfogalmazás eredetét és a szerzői jogokat jelzi, nem szolgál a cikkben szereplő információk forrásmegjelöléseként.